# Schloss Zeist

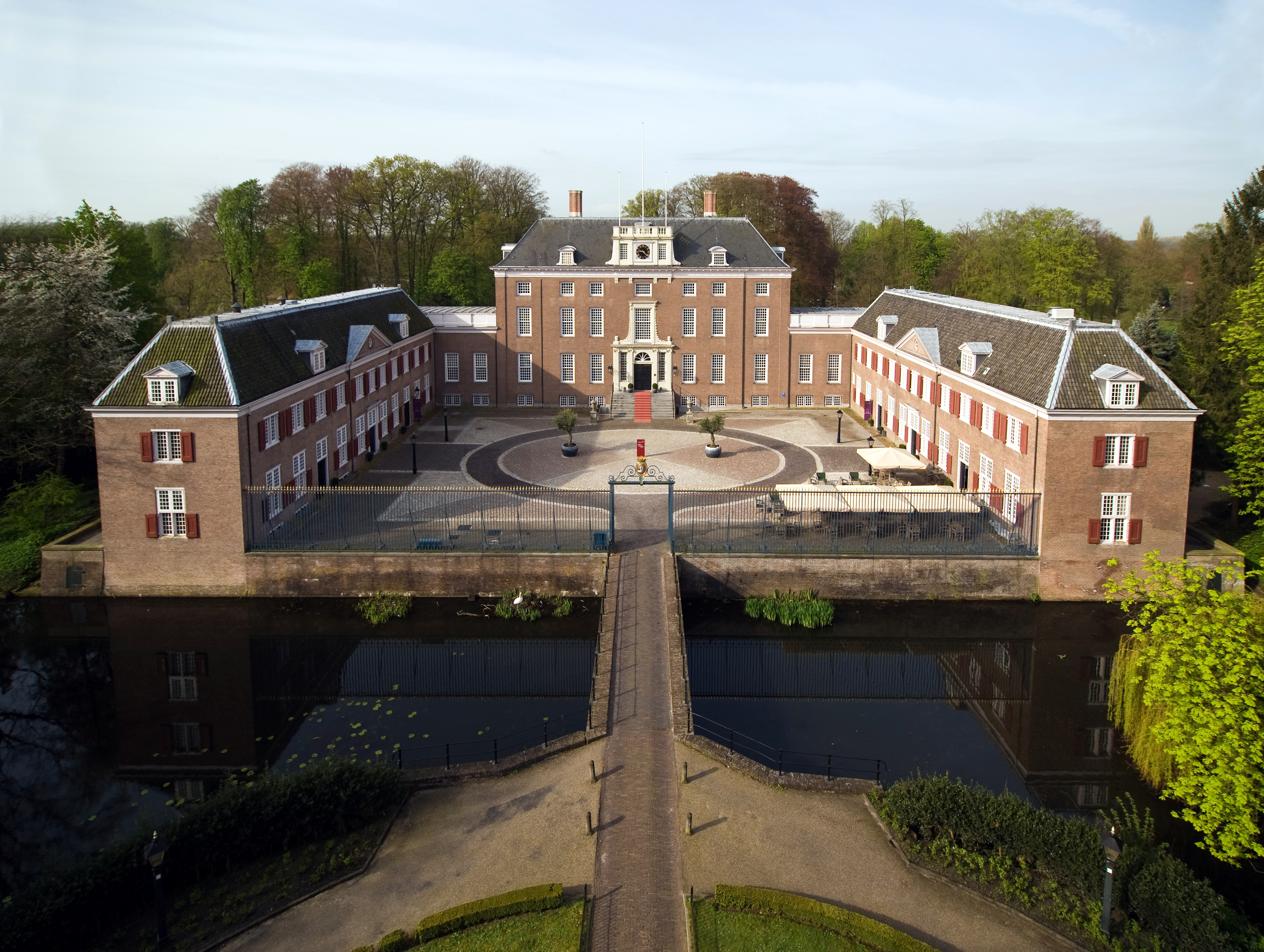
Schloss Zeist

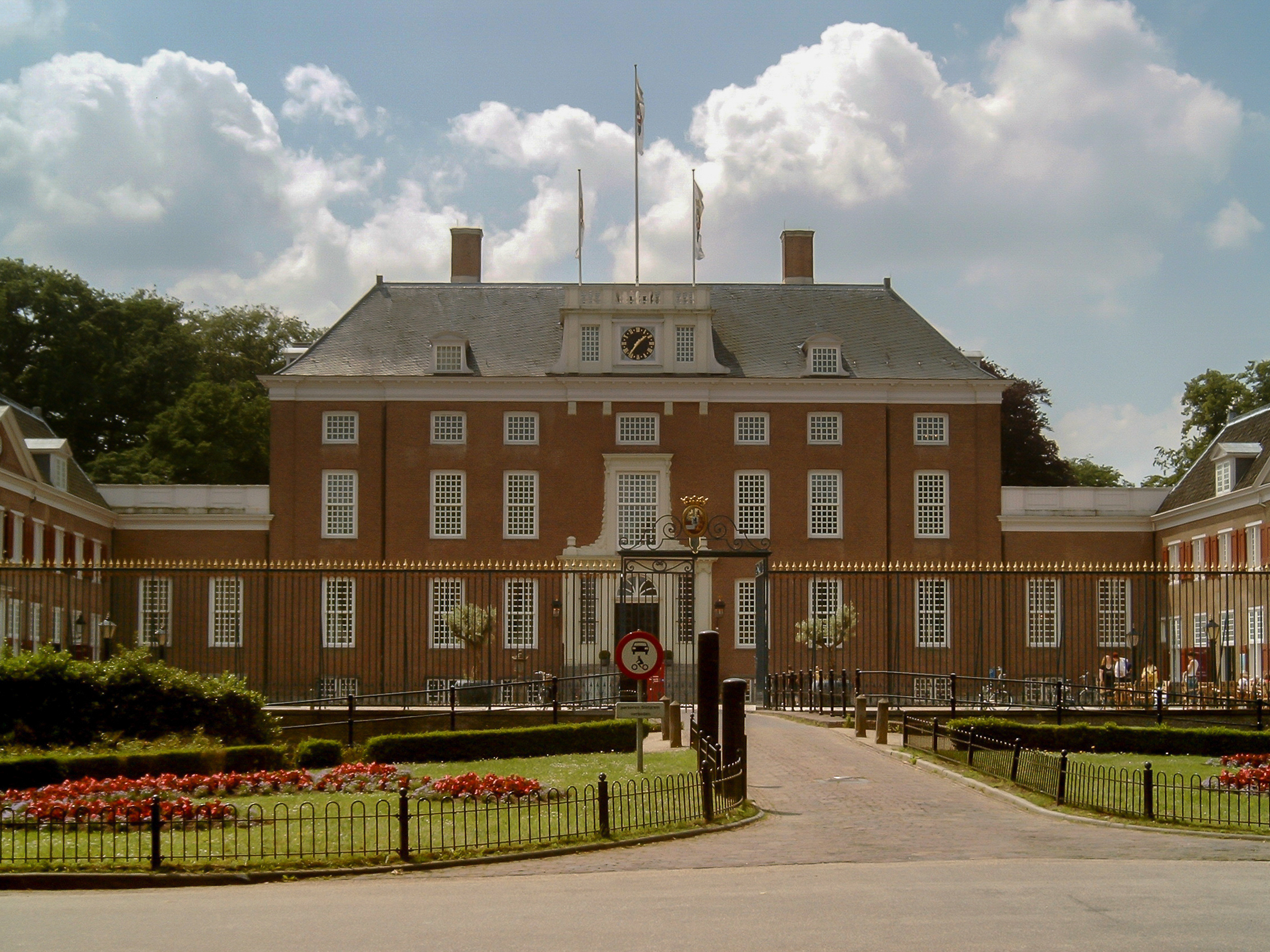
Schloss Zeist

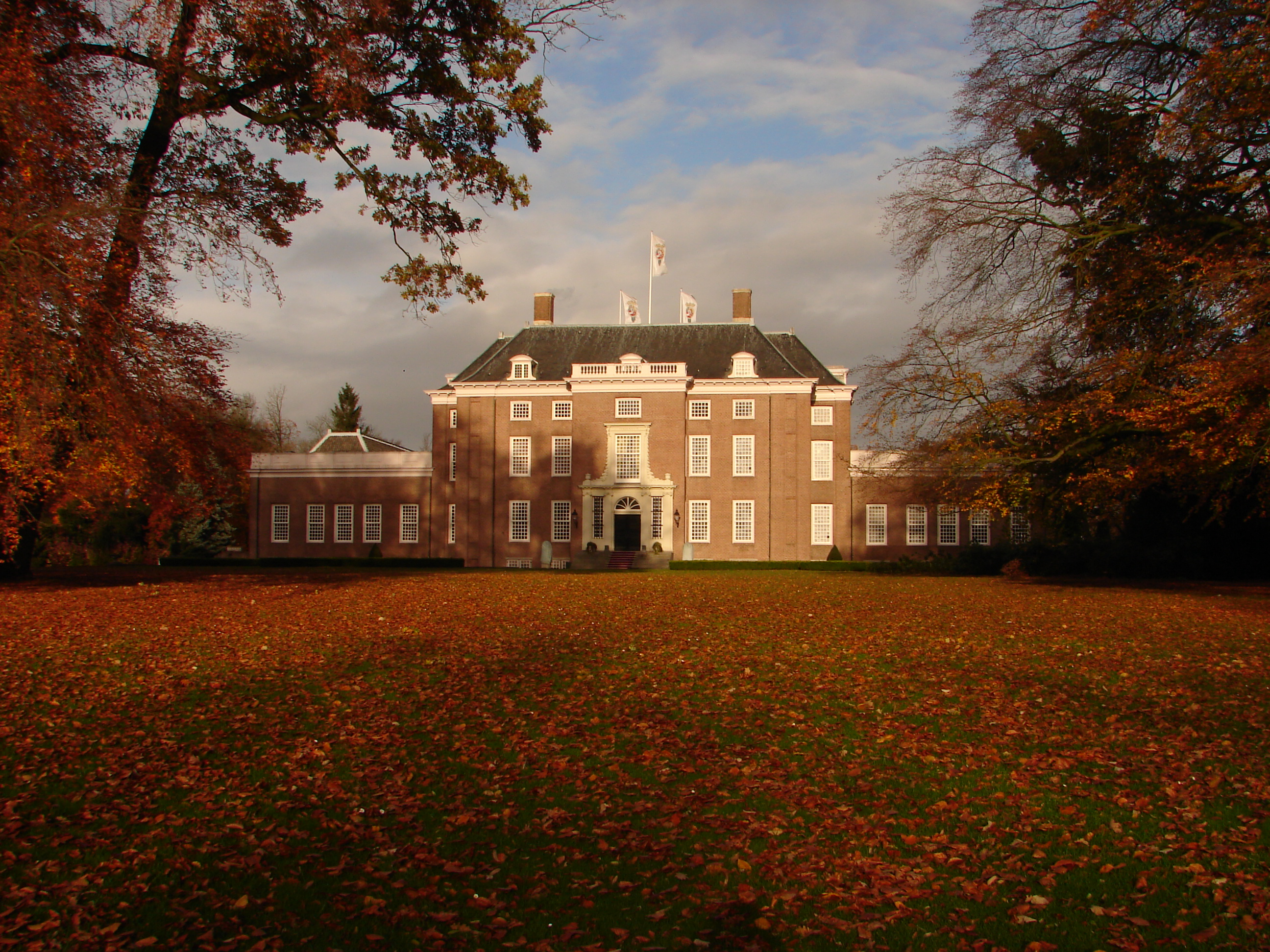
Parkseite

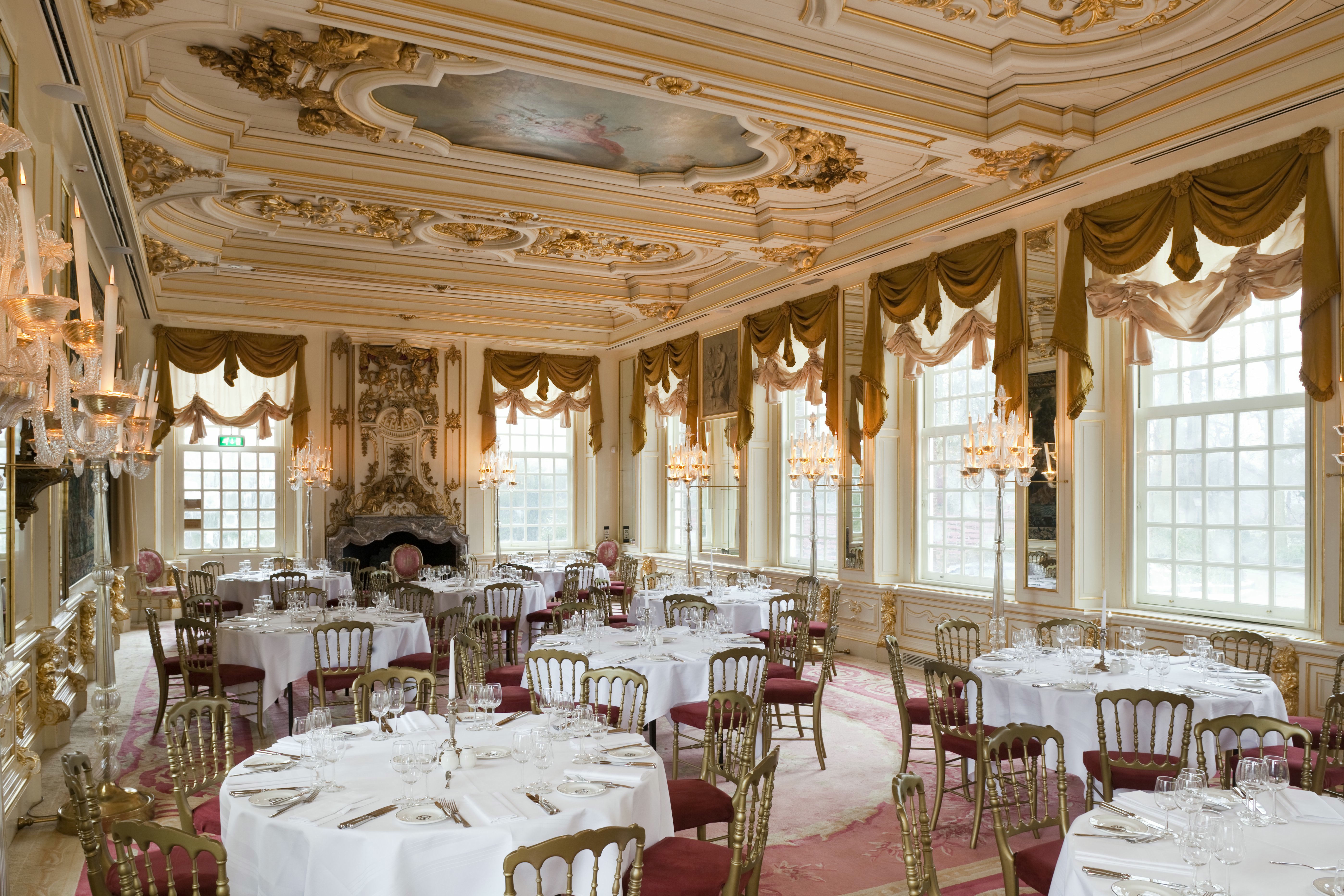
Spiegelsaal

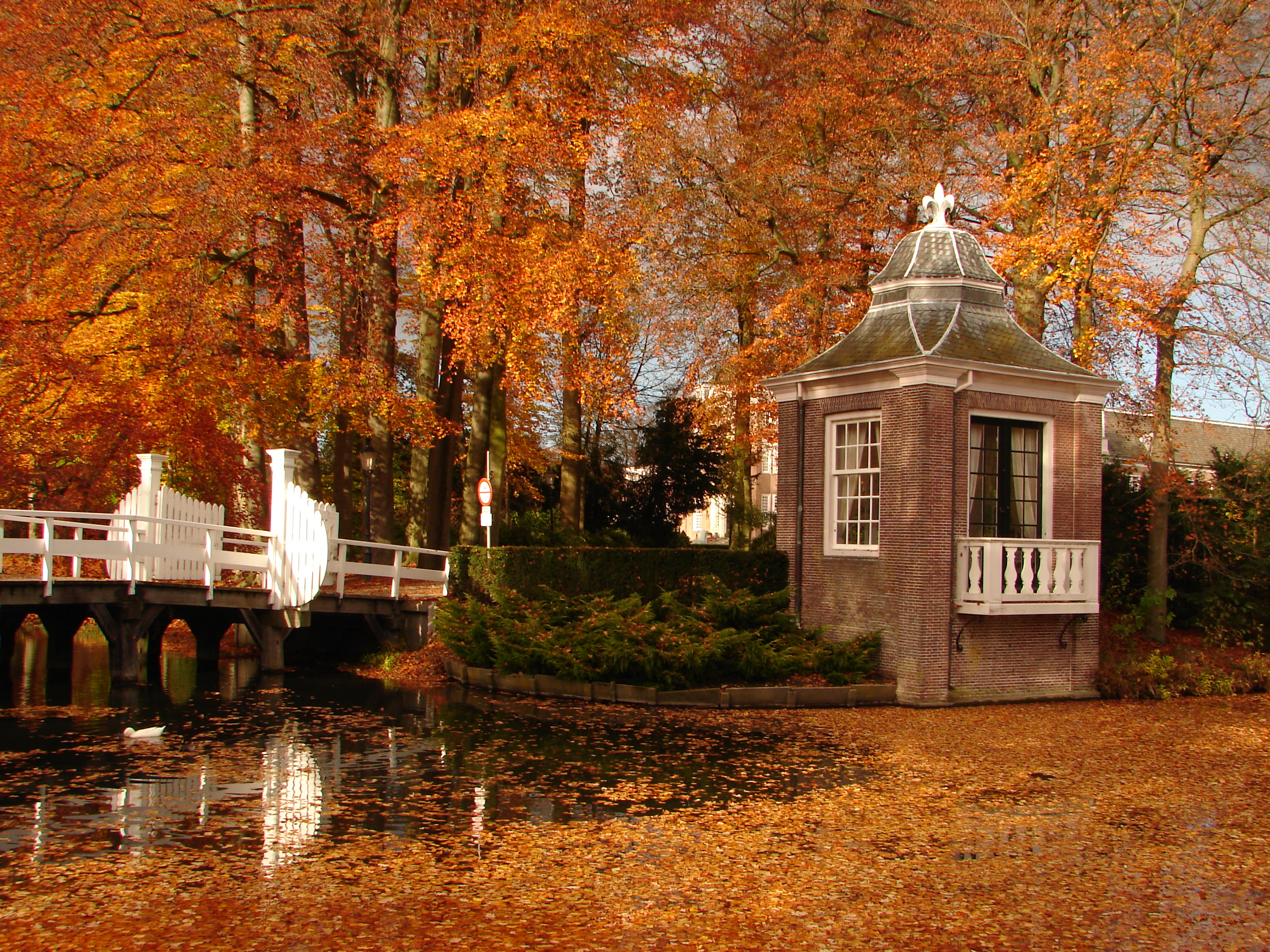
Teehaus im Park

Schloss Zeist (niederländisch Slot Zeist) ist ein Schloss aus dem 17. Jahrhundert in der niederländischen Gemeinde Zeist, das als Lustschloss für Willem Adriaan van Nassau-Odijk gebaut wurde. Das Schloss wurde vom Architekten Jacob Roman entworfen. Es ist umgeben von einem englischen Landschaftspark und dem Brüder- und Schwesternplatz (Broeder- und Zusterplein). Das reich dekorierte und ausgestattete Bauwerk (eines der sehenswertesten Schlösser in den ganzen Niederlanden) ist am Wochenende und in den Sommerferien eingeschränkt zugänglich (nur nachmittags).

## Geschichte
Das Gebiet, auf dem das Schloss erbaut wurde, wird 1165 als Eigentum eines Godefridus van Seyst erwähnt, ohne dass ein Haus genannt wird. Im Jahr 1536 wird der Bau jedoch erwähnt, als „dat huys te Seyst, vry eigen goed“ von den Staaten von Utrecht als Rittergut anerkannt wird.
Willem Adriaan van Nassau, Herr von Odijk, Kortgene, Zeist und Driebergen, ein Enkel von Moritz von Oranien, kaufte 1677 die Herrschaft von den Utrechter Staaten und ließ das heutige Schloss bauen. Der Architekt des Hauses war Jacob Roman, der auch das Schloss Het Loo entworfen hat. Das Interieur wurde hauptsächlich von dem Hugenotten Daniel Marot entworfen. Seine weitgehend erhaltenen Wand- und Deckenmalereien erinnern an den französischen Barock. Der Bau dauerte von 1677 bis 1686. Für den Garten schuf der Antwerpener Bildhauer Albert Xavery zwei allegorische Statuengruppen, die die Kontinente Europa, Afrika, Asien und Amerika darstellen und entlang des Grabens auf beiden Seiten des Schlosses aufgestellt wurden. Van Nassau und sein Haus wurden damit gewissermaßen zum Mittelpunkt der Welt. Nur die Gruppe Europa und Afrika ist erhalten geblieben.
Im Jahr 1745 wurde Schloss Zeist von dem Kaufmann Cornelis Schellinger erworben. Im Jahr 1746 schenkte er der Herrnhuter Brüdergemeine einen Teil, der ihnen als Hauptquartier in den Niederlanden dienen sollte. Die Herrnhuter ließen vor dem Schloss einen Brüder- und Schwesternplatz anlegen.
Die Brüdergemeine Zeist besteht noch heute, die Anlage mit Kirchensaal und Gottesacker ist sehenswert. Im kleinen Kirchensaal befindet sich das Erstlingsbild aus dem Jahr 1747, von dem mehrere Kopien für andere Herrnhuter Brüdergemeinden in verschiedenen Ländern angefertigt wurden. 
Im Jahr 1830 wurde Jan Elias Huydecoper der neue Besitzer. Er beauftragte Jan David Zocher, den Hinterhof zu einem Landschaftspark umzugestalten. Das barocke Interieur wurde dem damals gebräuchlichen Empirestil angepasst. Das große barocke Wandbild im Treppenhaus hat diesen Eingriff überstanden, weil es direkt auf die Wand gemalt wurde. Im 19. Jahrhundert wechselte das Schloss noch mehrmals den Besitzer.
Im Jahr 1924 wurde das Schloss von der Gemeinde Zeist gekauft.
Das Schloss wurde 1969 unter der Leitung des Architekten Johannes Bernardus van Asbeck renoviert, der es in den ursprünglichen Barockstil zurückversetzte und dabei teilweise authentisches Abbruchmaterial von anderen Barockbauwerken verwendete.

## Eigentümer/Bewohner von Schloss Zeist
- 1165 – Godefridus van Seyst
- 1279 – 1297 – Godefridus van Zeyst
- um 1297 – 1310 – Johan van Zeyst
- 1445 – Johan van Renesse van Rijnauwen, Herr von Zeyst
- Frederik van Renesse tot Zeyst
- – 1521 Johan van Renesse van Zeyst Fredrikszoon
- Maria van Renesse van Zeyst, verheiratet mit Dirk van Zuylen van Harmelen
- um 1550 Johanna van Zuylen van Harmelen, Herrin von Zeyst
- 1677 – 1705 – Willem Adriaan van Nassau, Herr von Odijk und Kortgene
- 1705 – 1742 – Lodewijk Adriaan van Nassau-Odijk, Ehrenbürger von Zeist und Driebergen
- 1742 – 1745 – Willem Adriaan II van Nassau, Ehrenbürger von Zeist und Driebergen
- 1745 – 1767 – Cornelis Schellinger
- 1767 – 1784 – Maria Agnes von Zinzendorf, Ehrenbürgerin von Zeist
- 1784 – 1792 – Johannes Renatus van Laer
- 1792 – 1816 – Johannes van Laer, Ambachtsherr von Zeist
- 1816 – 1818 – Cornelius Renatus und Jacob van Laer
- 1818 – 1822 – Coenraad Willem Wijborch
- 1822 – 1830 – Evangelisch-Lutherische Gemeinde in Berbice (Britisch-Guayana)
- 1830 – 1864 – Gutsherr Jan Elias Huydecoper
- 1867 – 1908 – Henriëtte Maria Jacoba Labouchere-Voombergh
- 1908 – 1924 – Herr René Labouchère
- 1924 – Gegenwart – Gemeinde Zeist